# Oswaldo Trejo
José Oswaldo Trejo Febres (Ejido, Mérida, 10 de junio de 1924 - Caracas, 24 de diciembre de 1996) fue un escritor, gestor cultural, director editorial y diplomático venezolano. En 1988 fue galardonado con el Premio Nacional de Literatura.

## Biografía
Nació en la ciudad de San Buenaventura de Ejido el 10 de junio de 1924. En 1940, a la edad de dieciséis años, se trasladó a Caracas junto con su madre y hermana tras la muerte del padre. En 1946 ingresa a trabajar en la compañía de seguros American International Underwriters como empleado. Fuertemente inspirado por la creatividad y experimentación de la corriente surrealista, edita en 1948 su primer libro de cuentos: Los cuatro pies. En el texto, el joven autor consigue equilibrar el malabarismo técnico con el humor y las tendencias narrativas, presidiendo entonces a la nueva ola de escritores posmodernos en Venezuela (y América Latina); influenciado fuertemente por su origen andino, consigue orientar las imágenes montañosas en historias.  
A finales del año de 1949 acompaña a su madre a la ciudad de Nueva York, quien debe realizarse una intervención médica, sin embargo, esta fallece al poco tiempo. De regreso en la capital venezolana se reintegra a sus labores regulares en American International Underwriters, compañía que abandona en 1953 con el cargo de vicepresidente poco después de publicar su segunda antología de cuentos, Cuentos de la primera esquina (1952).  
Posteriormente, se traslada a Europa (primero a España y luego a Italia), cuyas capitales recorre, visitando monumentos, museos y recabando inspiración para su primera novela, También los hombres son ciudades, fuertemente influenciado por el neorrealismo italiano, «dando unos personajes, unos ambientes, unas situaciones de una familia venezolana que por no poseer casa propia alimentaba de manera dolorosamente ingenua la esperanza de tenerla en algún lugar». La novela siguió su curso entre Río de Janeiro y Bogotá, ciudad donde finalmente será publicada por la editorial Espiral en 1962. De esta obra, el crítico Julio Ortega, afirmó lo siguiente: «Solitaria, esta obra se sitúa, sin embargo, en el escenario del cambio literario desencadenado por las rupturas del gran modernismo (Joyce, Proust), las exploraciones de la vanguardia y la puesta en crisis de la representación promovida por el abstraccionismo». Por otro lado, Orlando Araujo dijo que es una obra caracterizada por «un lenguaje de precisión proustiana (…) un relato denso y sostenido, sencillo, casi testimonial y lejos —a una distancia de letra perdurable— del simple costumbrismo evocativo». En 1958 de la mano de su paisano, el también autor Mariano Picón Salas, comienza su carrera diplomática como primer secretario de Embajada venezolana en Brasil. Entre 1971 y 1974 trabajó en la Dirección de Política Internacional del Ministerio de Relaciones Exteriores bajo el cargo de ministro consejero, subdirector a cargo de relaciones bilaterales.  
En 1975 publica la novela Texto de un texto con Teresa inspirado en un expediente judicial recibido desde Colombia referente a la matanza de los indios cuhibas, durante este tiempo además se codea regularmente con el también escritor, Eduardo Casanova. En 1978 se retira de la vida diplomática y se centra en labores culturales y editoriales: entre 1978 y 1982 funge como miembro del Consejo Directivo de la Biblioteca Ayacucho y jefe del Departamento de Creación Literaria del CELARG, entre 1982 y 1983 como director literario de Monte Ávila Editores y a partir de 1984 y hasta su muerte como director del Museo de Bellas Artes. En el año 1988 fue galardonado con el premio Nacional de Literatura de Venezuela por la totalidad de su trayectoria literaria.  
En 1990 publica su última novela: Metástasis del verbo, en la que prescinde con humor y osadía de la estructura verbal del castellano, empleando señas heredadas del textualismo. El 24 de diciembre de 1996, el diplomático y escritor merideño fallece en Caracas. En la última etapa de su vida mantuvo una relación sentimental con el arquitecto William Niño Araque.

## Estilo
La obra y el estilo de Trejo, dentro de los cánones de la narrativa venezolana actual, constituye uno de los representantes más significativos del modernismo textual, siendo que sus textos constituyen una apreciación y regodeo de los aspectos verbales, restándole importancia a la anécdota narrativa, explotando más las posibilidades del lenguaje. Sus novelas y cuentos constituyen «ejercicios permanentes en los que casi toda la esencia pareciera radicar en el lenguaje». Su propuesta literaria es a grandes rasgos uno de los principales espolones literarios por los cuales la propuesta venezolana se introduce a la modernidad y la universalidad (aunque todavía se emplean determinados rasgos geográficos que son señas de Venezuela); el soporte lingüístico es fundamental en su obra -deslastrado de regionalismos, se funda principalmente en un lenguaje estándar y fuertemente universal, con implicaciones surrealistas y experimentales. 

## Obra

### Cuento
- Los cuatro pies (1948)
- Cuentos de la primera esquina (1952)
- Aspasia tiene nombre de corneta (1953)
- Depósito de seres (1966)
- Escuchando al idiota y otros cuentos (1969) (recopilación de sus cuentos con correcciones)
- Al trajo, trejo, troja, trujo, treja, traje, trejo (1980)
- Una sola rosa y una mandarina (1985)
- Mientras octubre afuera (1996)

### Novela
- También los hombres son ciudades (1962)
- Andén lejano (1968)
- Textos de un texto con Teresa (1975)
- Metástasis del verbo (1990)
- Tres textos tres (1992) (contiene sus tres últimas novelas)